# اتا قنطورس
اتا قنطورس یک ستاره است که در صورت فلکی قنطورس قرار دارد.